# ディロン・ジー
ディロン・カイル・ジー（Dillon Kyle Gee, 1986年4月28日 - ）は、アメリカ合衆国テキサス州ジョンソン郡クリーバーン出身の元プロ野球選手（投手）。右投右打。愛称はG Money/ジー・マネー（電子マネーの一種）。

## 経歴

### プロ入りとメッツ時代

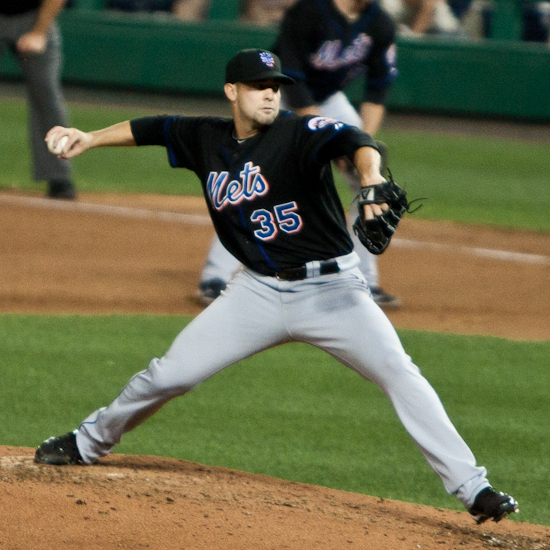
ニューヨーク・メッツ時代
(2010年9月7日)

2007年のMLBドラフト21巡目（全体663位）でニューヨーク・メッツから指名され、プロ入り。
2010年9月7日のワシントン・ナショナルズ戦でメジャーデビューを果たした。
2011年はチーム最多の13勝をマークしたが防御率4.96と悪く、WAR0.7とチームへの貢献度も低かった
2012年は7月13日に右肩の血栓除去手術を受け、後半戦を全休した。
2013年は12勝をマークして復活。
2014年は開幕投手を務めたが、6月に故障者リスト入りし、約2週間ほどマイナーリーグで調整を行った。
2015年6月15日にDFAとなった。6月23日に40人枠から外れる形でAAA級ラスベガス・フィフティワンズへ降格した。10月5日にFAとなった。

### ロイヤルズ時代
2015年12月18日にカンザスシティ・ロイヤルズとマイナー契約を結び、2016年のスプリングトレーニングに招待選手として参加することになった。
2016年3月15日にマイク・マイナーの60日間の故障者リスト入りに伴ってメジャー契約を結び、40人枠入りした。この年は先発よりもリリーフで投げる機会の方が多く、先発で14試合に対しリリーフでは19試合に投げた。トータルで防御率4.68・8勝9敗を記録した。
2016年11月8日に40人枠から外され、FAとなった。

### レンジャーズ時代
2017年1月17日にテキサス・レンジャーズとマイナー契約を結び、同年のスプリングトレーニングに招待選手として参加することになった。3月31日に一旦自由契約なったが、4月2日にメジャー契約を結んで40人枠入りし、傘下のAAA級ラウンドロック・エクスプレスへ配属された。5月27日にメジャー昇格してからは4試合に登板したが、6月16日にDFA、18日にFAとなった。

### ツインズ時代
2017年6月20日にミネソタ・ツインズとマイナー契約を結び、22日に傘下のAAA級ロチェスター・レッドウイングスに配属された。翌23日にはメジャー契約となり、メジャーロースター40人枠に登録された。8月1日にメジャー昇格した。しかし、9月30日にマイナー降格となり、メジャーのままシーズン終了を迎えられなかった。11月2日にFAとなった。

### 中日時代
2018年1月4日に、NPBの中日ドラゴンズと契約したことが発表された。先発要員としての起用を見越しての契約で、背番号は60。レギュラーシーズンでは、一軍公式戦の開幕当初から先発ローテーションの一角を担っていたが、4試合の登板で3敗を喫した。さらに、4月21日の対広島東洋カープ戦（ナゴヤドーム）で4試合目の先発登板を果たした直後に右手の不調を訴えたため、出場選手登録を抹消。抹消後の検査で血行障害を患っていることが判明したため、アメリカへの帰国を経て、5月上旬に患部の手術を受けた。手術後も日本に戻らずアメリカ国内でリハビリに専念したため、一軍公式戦には4試合に登板したのみだった。オフの12月2日に自由契約選手として公示された。

### 中日退団後
2019年1月29日に、Instagram上の自身のアカウントを通じて、現役を引退することを表明した。現役引退後は不動産の所有者となる。プライベートでは飛行機の操縦に憧れ、資格の勉強に励み、ライセンスを取得した。

## 投球スタイル
| 球種           | 投球 割合 | 平均球速 mph (kph) | 水平運動 in (cm) | 垂直運動 in (cm) |
| -------------- | --------- | ------------------ | ---------------- | ---------------- |
| シンカー       | 31 %      | 91 (146)           | -9 (-22)         | 6 (14)           |
| スライダー     | 22 %      | 86 (139)           | 1 (3)            | 4 (11)           |
| チェンジアップ | 16 %      | 84 (135)           | -9 (-23)         | 3 (7)            |
| フォーシーム   | 16 %      | 91 (146)           | -6 (-16)         | 8 (20)           |
| カーブ         | 15 %      | 78 (125)           | 7 (17)           | -5 (-14)         |

オーバースローから最速94.8mph（約152.5km/h）、平均91.2mph（約146.7km/h）のフォーシーム、平均90.8mph（約146.1km/h）のツーシーム、平均86.2mph（約138.7km/h）のカッターを投じる。変化球では平均83.7mph（約134.7km/h）のチェンジアップ、カーブ、スライダー、ナックルカーブも持ち球としている。
チェンジアップは、持ち球の中で唯一、毎シーズン空振り率2ケタを記録している。

## 詳細情報

### 年度別投手成績
| 年 度    | 球 団    | 登 板 | 先 発 | 完 投 | 完 封 | 無 四 球 | 勝 利 | 敗 戦 | セ 丨 ブ | ホ 丨 ル ド | 勝 率 | 打 者 | 投 球 回 | 被 安 打 | 被 本 塁 打 | 与 四 球 | 敬 遠 | 与 死 球 | 奪 三 振 | 暴 投 | ボ 丨 ク | 失 点 | 自 責 点 | 防 御 率 | W H I P |
| -------- | -------- | ----- | ----- | ----- | ----- | -------- | ----- | ----- | -------- | ----------- | ----- | ----- | -------- | -------- | ----------- | -------- | ----- | -------- | -------- | ----- | -------- | ----- | -------- | -------- | ------- |
| 2010     | NYM      | 5     | 5     | 0     | 0     | 0        | 2     | 2     | 0        | 0           | .500  | 136   | 33.0     | 25       | 2           | 15       | 2     | 0        | 17       | 0     | 0        | 10    | 8        | 2.18     | 1.21    |
| 2011     | NYM      | 30    | 27    | 1     | 0     | 0        | 13    | 6     | 0        | 0           | .684  | 706   | 160.2    | 150      | 18          | 71       | 4     | 14       | 114      | 6     | 1        | 85    | 79       | 4.43     | 1.38    |
| 2012     | NYM      | 17    | 17    | 0     | 0     | 0        | 6     | 7     | 0        | 0           | .462  | 463   | 109.2    | 108      | 12          | 29       | 0     | 6        | 97       | 0     | 1        | 56    | 50       | 4.10     | 1.25    |
| 2013     | NYM      | 32    | 32    | 2     | 0     | 1        | 12    | 11    | 0        | 0           | .522  | 841   | 199.0    | 208      | 24          | 47       | 0     | 7        | 142      | 4     | 0        | 84    | 80       | 3.62     | 1.28    |
| 2014     | NYM      | 22    | 22    | 0     | 0     | 0        | 7     | 8     | 0        | 0           | .467  | 570   | 137.1    | 128      | 18          | 43       | 0     | 5        | 94       | 3     | 1        | 61    | 61       | 4.00     | 1.25    |
| 2015     | NYM      | 8     | 7     | 0     | 0     | 0        | 0     | 3     | 0        | 0           | .000  | 183   | 39.2     | 55       | 5           | 11       | 3     | 1        | 25       | 0     | 0        | 29    | 26       | 5.90     | 1.66    |
| 2016     | KC       | 33    | 14    | 0     | 0     | 0        | 8     | 9     | 0        | 0           | .471  | 551   | 125.0    | 146      | 24          | 37       | 3     | 6        | 89       | 1     | 1        | 67    | 65       | 4.68     | 1.46    |
| 2017     | TEX      | 4     | 1     | 0     | 0     | 0        | 0     | 0     | 0        | 0           | ----  | 61    | 13.0     | 17       | 4           | 6        | 0     | 2        | 10       | 0     | 0        | 10    | 6        | 4.15     | 1.77    |
| 2017     | MIN      | 14    | 3     | 0     | 0     | 0        | 3     | 2     | 1        | 1           | .600  | 151   | 36.1     | 37       | 4           | 9        | 0     | 2        | 31       | 0     | 0        | 14    | 13       | 3.22     | 1.27    |
| '17計    | MIN      | 18    | 4     | 0     | 0     | 0        | 3     | 2     | 1        | 1           | .600  | 212   | 49.1     | 54       | 8           | 15       | 0     | 4        | 41       | 0     | 0        | 24    | 19       | 3.47     | 1.40    |
| 2018     | 中日     | 4     | 4     | 2     | 0     | 0        | 0     | 3     | 0        | 0           | .000  | 111   | 27.0     | 26       | 5           | 7        | 0     | 2        | 16       | 0     | 0        | 14    | 12       | 4.00     | 1.22    |
| MLB：8年 | MLB：8年 | 165   | 128   | 3     | 0     | 1        | 51    | 48    | 1        | 1           | .515  | 3662  | 853.2    | 874      | 111         | 268      | 12    | 43       | 619      | 14    | 4        | 416   | 388      | 4.09     | 1.34    |
| NPB：1年 | NPB：1年 | 4     | 4     | 2     | 0     | 0        | 0     | 3     | 0        | 0           | .000  | 111   | 27.0     | 26       | 5           | 7        | 0     | 2        | 16       | 0     | 0        | 14    | 12       | 4.00     | 1.22    |

### 記録
NPB
投手記録
- 初登板・初先発登板：2018年3月31日、対広島東洋カープ2回戦（MAZDA Zoom-Zoomスタジアム広島）、6回9安打6失点で敗戦投手
- 初奪三振：同上、1回裏に丸佳浩から空振り三振
- 初完投：2018年4月7日、対阪神タイガース2回戦（京セラドーム大阪）、8回4安打3失点で敗戦投手

打撃記録
- 初打席：2018年3月31日、対広島東洋カープ2回戦（MAZDA  Zoom- Zoomスタジアム広島）、2回表にクリス・ジョンソンから犠打
- 初安打：2018年4月7日、対阪神タイガース2回戦（京セラドーム大阪）、7回表に桑原謙太朗から二塁内野安打

### 背番号
- 35 （2010年 - 2015年、2017年途中 - 同年終了）
- 53 （2016年）
- 36 （2017年 - 同年途中）
- 60 （2018年）